# Río Ramis
Der Río Ramis ist ein Zufluss des Titicacasees im südamerikanischen Andenhochland (nördlicher Altiplano) der peruanischen Region Puno.

## Flusslauf
Der Río Ramis hat eine Gesamtlänge von etwa 350 km. Er bildet den Abfluss des 4631 m hoch gelegenen Sees Laguna Rinconada. Anfangs fließt der Fluss als Río Crucero 120 Kilometer in überwiegend ostnordöstlicher Richtung entlang der Südflanke der Cordillera Carabaya, einem Gebirgszug der peruanischen Ostkordillere. Er passiert dabei die Orte Ananea und Crucero. Anschließend wendet sich der Fluss nach Süden. Bei Flusskilometer 195 liegt die Kleinstadt San Antón am rechten Flussufer. Bei Flusskilometer 160 trifft der Río Quenamari (auch Río Grande oder Río Nuñoa), der den Südosten der Cordillera Vilcanota entwässert, von Nordwesten kommend auf den Río Ramis. Unterhalb deren Vereinigung heißt der Fluss auch Río Azángaro. Bei Flusskilometer 135 liegt die Provinzhauptstadt Azángaro am westlichen Flussufer. Dort mündet der Río Quilcamayo von Osten kommend in den Río Ramis. Dieser hält seinen Kurs in südlicher Richtung bei, bildet nun jedoch zahlreiche Flussschlingen aus. Der Fluss erreicht die flache aride Ebene nordwestlich des Titicacasees. Etwa 66 km oberhalb der Mündung trifft der Río Pucará von rechts auf den Fluss. Dieser wendet sich als Río Ramis anschließend nach Osten, passiert die Ortschaft Taraco, nimmt noch bei Flusskilometer 8 den Río Huancané von links auf, bevor er schließlich das Nordwestufer des Titicacasees erreicht.

## Hydrologie
Der Río Ramis entwässert ein Areal von etwa 18.230 km² im Norden der Region Puno. Ein Großteil des Jahresabflusses entfällt auf das erste Quartal mit einem mittleren Abfluss von etwa 250 m³/s (Gesamtabfluss von Río Ramis einschließlich Río Huancané). Bei Hochwasser können die Abflüsse bei über 600 m³/s liegen. Insbesondere in den Sommermonaten führt der Fluss nur wenig Wasser, im Schnitt etwa 10 m³/s. Das Einzugsgebiet grenzt im Osten an das des Río Suches, im Norden an das des Río Inambari, im Westen an die Einzugsgebiete von Río Urubamba und Río Apurímac sowie im Süden an das des Río Coata.